# جيولوجية البراغواي

الموقع التقريبي لكراتونات حقبة الطلائع الوسطى (أقدم من 1.3 جا) في أمريكا الجنوبية وأفريقيا

تقع دولة باراغواي جيولوجيًا في المنطقة الحدودية بين عدة كراتونات. نظرًا لغطاء الرواسب السنيوزية السميكة وتطور الحطام الصخري، هناك القليل من النتوءات المتاحة في باراغواي . شرق نهر باراغواي  توجد بلورات من عصر ما قبل الكامبري  وأوائل حقبة الحياة القديمة بشكل رئيسي في مرتفعات كابو وأبا. العمليات الجيولوجية التي شكلت الأساس في باراغواي  والأحواض الرسوبية متنوعة بما في ذلك الفوالق، والترسبات البحرية، التحولات الصخرية، ثوران البازلت الفيضانات والبراكين البوتاسي القلوية. 

## ما قبل السيلوري السفلي

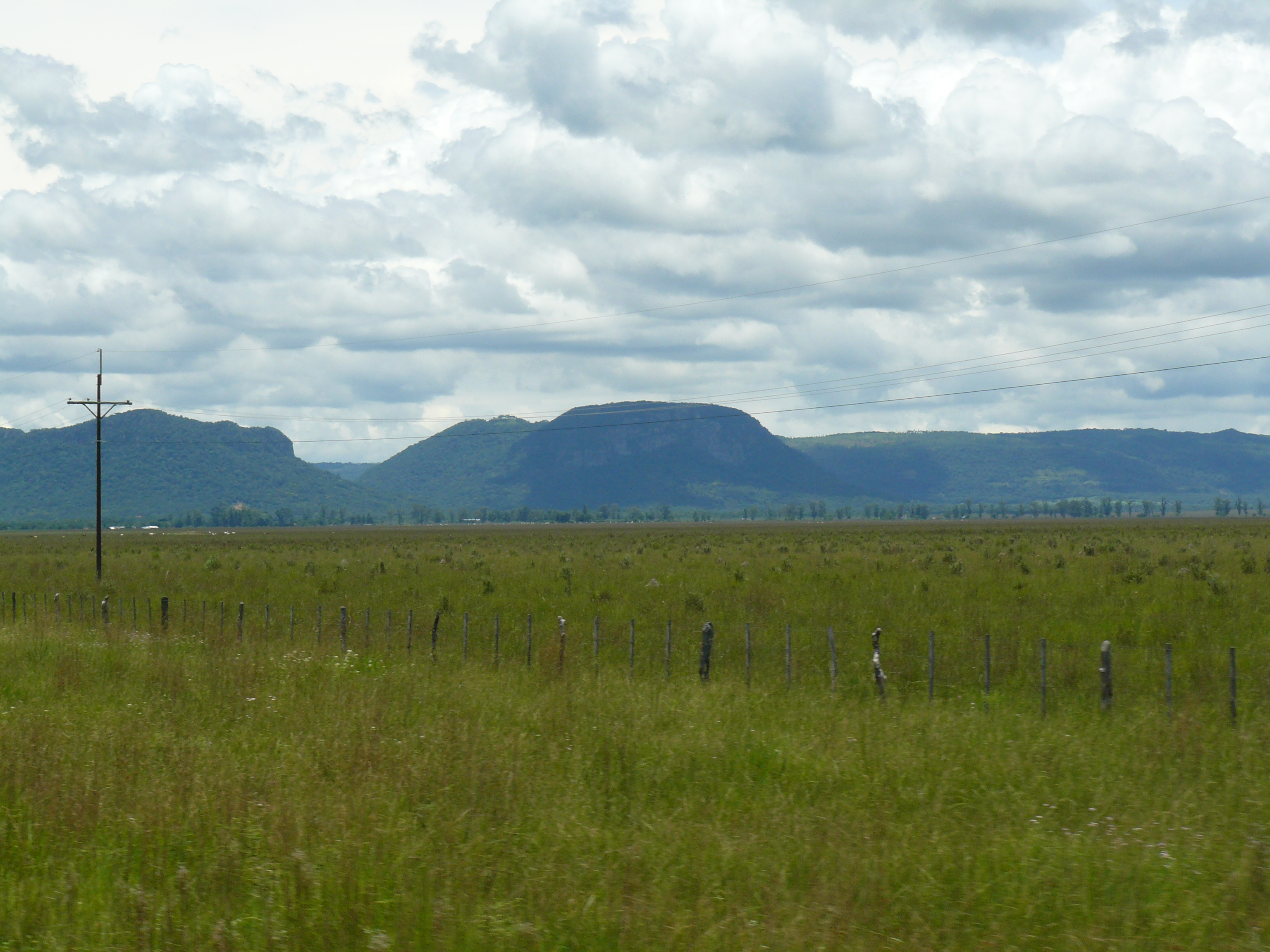
يتكون Serranías de Paraguarí في مقاطعة Paraguarí من الحجر الرملي Silurian لتشكيل Misiones والتدخلية القلوية في العصر الطباشيري المبكر.

### كابوتشو العالي
كابوتشو العالي (Caapucú High) (المعروف سابقًا باسم Precambrian Sur و Saliente del Pilar) هو نتوء أقصى شمال غرب كراتون ريو دي لا بلاتا ‏، تشمل الصخور الموجودة في كابوتشو العالي صخور Porphyritic الجرانيتية، شبه النايس، النايس المتعامد .الأمفيبوليت، المغماتيت، التالك الشيست والريوليت والجيب النافذ، خلال دورة الحركة الأوروجينية البرازيلينية (قبل 576-480 مليون سنة )عانت منطقة كابوتشو العالي من حدث صهاري كبير.

### أبا العليا
وتشمل تشكيلات في أبا العليا الصخور الجيرية المتحولة من العصر الإدياكاري  والجرانيت المتحول، والصخور الرسوبية المتحولة، النايس المافيي والبيغماتيت الجرانيتي الاندساسية من دهر الطلائع. غالبًا ما يُعتبر أبا العليا مرتفعًا في أقصى الجنوب من الدرع البرازيلي المركزي (يُسمى أيضًا Guaporé Shield) والذي يُعتبر أحيانًا بمثابة درع وحيد (أو على الأقل كراتون) مع درع غوايانا يُطلق عليه درع الأمازون.

## الأحواض الرسوبية

### حوض بارانا
حوض بارانا هو حوض رسوبي كبير يقع في الجزء الأوسط الشرقي من امريكا الجنوبية. يحدث حوالي 75٪ من توزيع المساحة في البرازيل، من ولايات ماتو جروسو إلى ريو غراندي دو سول. يتم توزيع المساحة المتبقية في شرق باراغواي  وشمال شرق الأرجنتين وشمال أوروجواي. شكل الكساد بيضاوي الشكل ويغطي مساحة حوالي 1500000 كيلومتر مربع (580،000 ميل مربع)، منها 110،000 كيلومتر مربع في باراغواي . تم تطوير الحوض خلال حقبة الحياة القديمة و حقبة الحياة الوسطى مع سجل رسوبي يشتمل على صخور من الأوردوفيك وصولًا إلى العصر الطباشيري، وبذلك يمتد الفاصل الزمني بين 460 و 66 مليون عام .يصل الحد الأقصى لسماكة جهاز الحفر إلى 7000 متر في منطقته المركزية ويتكون من الصخور الرسوبية والبركانية.     
حوض بارانا هو حوض انحناء داخلي نموذجي، على الرغم من أنه خلال حقبة الحياة القديمة كان هو الخليج الذي فتح إلى الجنوب الغربي. يرتبط تكوين الحوض بالتقارب بين شبه القارة الجندوانية السابقة والقشرة المحيطية للمحيط السابق في بانتالاسا. تشكل الحوض، على الأقل خلال التكوين القديم الباليوزوي لجندوانيدات، وهو حوض للأراضي الأمامية.   
يتدفق نهر بارانا، الذي يشكل الحدود الشرقية لباراغواي ، على طول المحور المركزي لحوض بارانا ويستنزف الحوض الحديث. 

### حوض تشاكو
تعد منطقة تشاكو التي تشكل النصف الشمالي الغربي (حوالي 60٪) من باراغواي  حوضًا عصريًا للأراضي الأمامية , يمتد إلى الأرجنتين وبوليفيا حيث يتاخم جبهة الدفع الأنديزية. يُعد حوض تشاكو سطحياً عبارة عن حوض غريني مكون من مواد مشتقة من الأرض (على النقيض من الرواسب البحرية)، معظمها من الرمل الطيني والطين في عصر باليوجين و النيوجين والرباعي. في المستويات الأعمق، يتكون باراغواي  تشاكو من أربعة أحواض فرعية، هي أحواض بيريزال، بيلار، كارانديتي وكاروبايتي.
تتكون Carandaity و Curupaity في الشمال الغربي  من الرواسب الباليوزية . 
Pirizal (وتسمى أيضا Pirity) حوض تتكون في معظمها من العصر الطباشيري المتأخر الرواسب والأصغر سنا.  يقع حوض بيلار بشكل أساسي في منطقة بريزيديني هايز ويحده حوض بارانا عبر نهر باراغواي  من الشرق، ومن الناحية الجيولوجية يتم فصل الأحواض عن طريق أسونسيون أنتيكلين الذي يتبع مسار نهر باراغواي  تقريبًا. 

## المحافظات البركانية

### ألتو باراغواي  براكينية
يوجد في إدارة ألتو باراغواي صخور بركانية قلوية قديمة  (240 مليون سنة) تكمن وراء الرواسب الشابة. في السبعينيات من القرن الماضي، تمت دراسة هذه الصخور من أجل قدرتها على استضافة معادن الفوسفات واليورانيوم القيمة.

### مقاطعة بارانا اغينيوس
في قطاع على طول نهر بارانا، تشكلت البازلتات الثلجية التي تنتمي إلى مصيدة بارانا معظم الصخور الأساسية وتتفوق على الرواسب السابقة لحوض بارانا . اندلعت هذه tholeiites في أوائل العصر الطباشيري بالاشتراك مع الافتتاح الأولي لجنوب المحيط الأطلسي . تسبب البركان الطباشيري أيضًا في ظهور نتوءات ثانوية من البراكين القلوية البوتاسية في بنية جراب تم تطويرها بين أسونسيون وفيلاريكا وفي مقاطعة أمامباي . ترك البراكين الطباشيري أيضًا وحدات صغيرة من الصخور القلوية السوديّة في قسم ميسيونس في جنوب باراغواي . 